# الأهرام البيئية

 هرم الكتلة الحيوية يتضمن الهرم البيئي تنظيماً تسلسليا للمستويات الغذائية. فلو رتبنا الكائنات الحية المتواجدة في أية وحدة بيئية متكاملة لوجدنا ان المنتج (أحياء ذاتية التغذية) والذي يتمثل بالنباتات الخضر يقع عند القاعدة (المستوى الاغتذائي الأول) يليه المستوى الاغتذائي الثاني (آكلة الأعشاب) ثم المستوى الاغتذائي الثالث (آكلة اللحوم) وأخيراً المستوى الاغتذائي الرابع والمتمثل بآكلة لحوم أيضاً أو ربما من القوارت.
يمكن تقسيم الاهرام البيئية حسب طرق التعبير عنها إلى ثلاثة أنواع اساسية هي:

## أنواع الأهرام

### الأهرام العددية
يمكن التعبير عن النظام البيئي من الناحية الحياتية في هذا النوع بعدد أنواع الكائنات الحية، حيث تكون اعداد النباتات (المنتج) عند القاعدة ومن ثم يأتي المستهلك الأول (آكل العشب) فالمستهلك الثاني (آكل اللحوم) وقد ينقلب الهرم كما هو الحال في الأحياء الطفيلية

### أهرام الكتلة الحية
تعبر أهرام الكتلة الحية عما يجري داخل النظام البيئي من تفاعلات وعلاقات بين المستويات الغذائية على أساس أوزانها أو القيمة الحرارية في داخلها (ضمن افراد كل مستوى غذائي) أو أي مقياس آخر يدل على الكتلة الحية لمجموع افراد المستوى الغذائي

### أهرام الطاقة
حيث تبين المعدلات الكلية لمرور الطاقة السلسلة الغذائية ولا يعبر عما تحتويه المستويات الغذائية فحسب بل كفاءة النظام البيئي ككل من جهة وكفاءة الكائنات الحية المكونة لكل مستوى الغذائي ضمن السلسلة الغذائية وبصورة صحيحة.[بحاجة لمصدر]